# Right Now (canción de Korn)
«Right Now» es una canción de la banda de nu metal Korn. Fue lanzada el 7 de octubre de 2003 e incluida en el álbum Take a Look in the Mirror como el segundo sencillo del mismo.

## Concepto
En 2003, Jonathan Davis comentó a MTV sobre el concepto de la canción:

Básicamente, se trata de despertarme enojado con el mundo, odiando a todo lo que me rodea. Creo que todo el mundo ha tenido uno de esos días en los que te despiertas y no quieres hablar con nadie. Tuve uno de esos días y escribí sobre eso. Estaba desahogando todas mis frustraciones.

## Video musical
El video musical de «Right Now» consiste en una grotesca animación proveniente de Lloyd's Lunchbox (creada por Spike and Mike's Festival of Animation), donde el protagonista, Lloyd, un joven mentalmente enfermo, comienza a autolesionarse.

## Lista de canciones
| Sencillo CD (Estados Unidos) |             |          |  |
| N.º                          | Título      | Duración |  |
| 1.                           | «Right Now» | 3:12     |  |

| CD (Reino Unido) |                               |          |  |
| N.º              | Título                        | Duración |  |
| 1.               | «Right Now» (Dirty Version)   | 3:15     |  |
| 2.               | «Right Now» (Bust U Up Remix) | 3:13     |  |

| DVD Promocional |                             |          |  |
| N.º             | Título                      | Duración |  |
| 1.              | «Right Now» (Dirty Version) |          |  |

## Posicionamiento en listas
| Lista (2003)                                      | Mejor posición |
| ------------------------------------------------- | -------------- |
| Estados Unidos Modern Rock Tracks (Billboard)     | 13             |
| Estados Unidos Mainstream Rock Tracks (Billboard) | 11             |

## Personal
Créditos adaptados de la nota de álbum de Take a Look in the Mirror.
- Jonathan Davis: voz, producción.
- Reginald «Fieldy» Arvizu: bajo.
- James «Munky» Shaffer: guitarra.
- Brian «Head» Welch: guitarra.
- David Silveria: batería.